# Dominique Dussault
Pour les articles homonymes, voir Dussault.
Dominique Dussault est une chanteuse française.
Elle a représenté Monaco au Concours Eurovision de la chanson 1970 avec la chanson Marlène. Avec 5 points, elle est arrivée en 8e position.
Toujours en 1970, elle représenta la France à la Coupe d'Europe du tour de chant de Knokke-Heist.